# Beyoğlu

A kerület Isztambul térképén

Beyoğlu (ejtsd: [bejólu]) Isztambul népszerű kerülete (szemt), melyet az Aranyszarv-öböl választ el a régi városrésztől. Az Óvárossal a Galata híd köti össze. A kerület a város szórakoztató központja és híres az éjszakai életéről. Mahalléi a következők: Dolapdere, Fındıklı, Galata, Hacıhüsrev, Hasköy, Kabataş, Karaköy, Kasımpaşa, Şişhane, Taksim, Tepebaşı és Tophane. Népessége 2008-ban 247 256 fő volt.

## Története

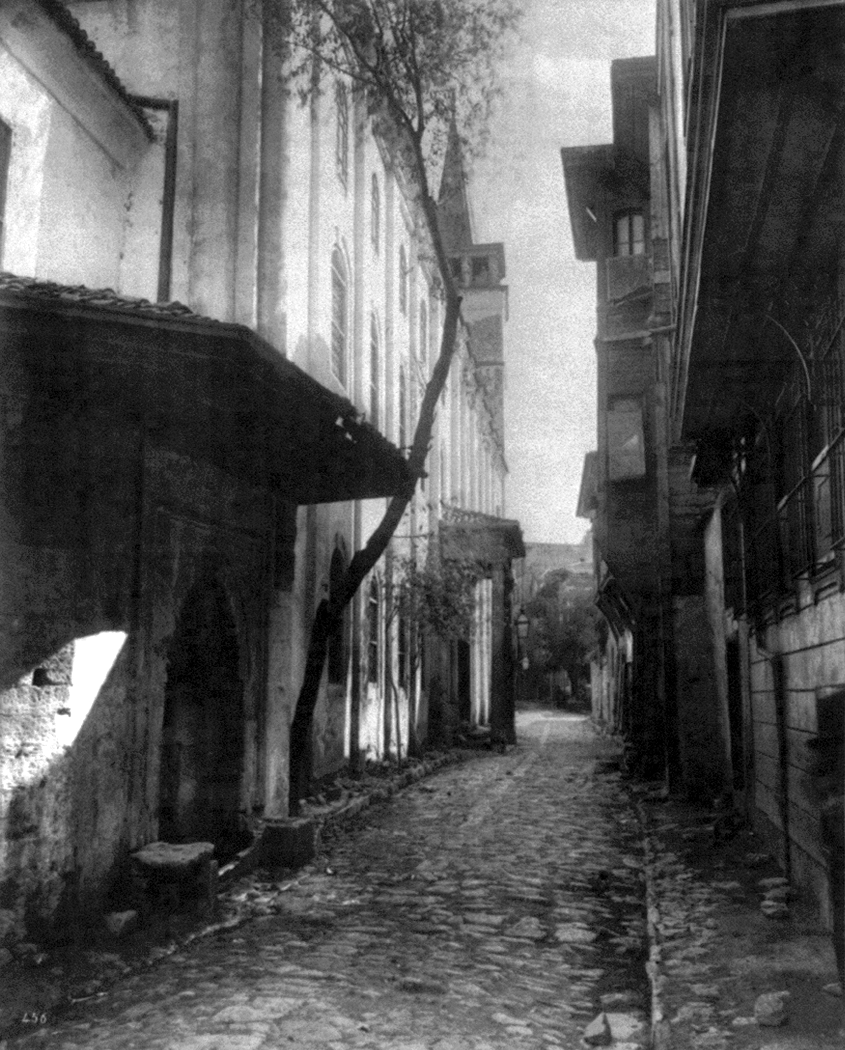
Galata egyik utcája 1890 körül

A ma Beyoğluként ismert terület feljegyzések szerint már több mint ezer éve lakott, az Aranyszarv-öböl északi partján pedig már Jézus születésekor is létezett település. Az ókori görögök idejében a területet Sykai-nak (fügekertnek) nevezték, mert gyümölcsösként funkcionált. A bizánci időkben Konstantinápoly (akkoriban még Byzantium) elkezdett terjeszkedni, és az Aranyszarv-öböl ezen partja is benépesült az 5. században. Ekkoriban kezdték a területet Galata-nak nevezni, mely valószínűleg a görög tej szóból ered (a terület akkoriban mezőgazdasági jellegű volt és a város ellátását szolgálta). II. Theodosius császár erődöt építtetett Galatában.
Később európai kereskedők, főképp Genovából és Velencéből, telepedtek le itt és felépítették többek között a Galata-tornyot. A terület neve ekkor már Pera volt. 1273-ban VIII. Mikhaél bizánci császár a genovaiaknak adományozta Perát, a genovai köztársaság támogatásáért cserébe. Pera virágzó kereskedőközpont lett, melyet egy ún. podesta (polgármester) irányított. 1453. május 29-én Pera a város többi részével együtt oszmán uralom alá került Konstantinápoly elestét követően.
A hódítás következményeképp a területet hamarosan törökök népesítették be, de Perában továbbra is éltek európaiak. A 19. században Pera újra az európai kereskedők központja lett és itt kaptak helyet a különböző követségek is. Az európai jelenlétnek köszönhetően Pera Isztambul legmodernebb, legfejlettebb negyede lett, ahová a legújabb technológiai vívmányok, művészetek és a divat is utat törtek. Itt volt először elektromos áram, telefon, villamos, metró és saját, kerületi önkormányzat. A Beyoğluban fellelhető színházak, mozik, kávéházak és cukrászdák többsége a késő oszmán korban is létezett. A csokoládés habjáról és profiteroljáról híres Inci kávéházat például jóval a török köztársaság létrejötte előtt alapították, és ma is üzemel.
Az itt élő külföldiek létrehozták saját iskoláikat is, ahol nem csak európaiak, de az elit osztályból származó törökök is tanultak és tanulnak ma is. Ezek az iskolák jelenleg is Isztambul legjobb iskolái közé tartoznak; ilyen például a Galatasaray Lisesi (Galatasaray Középiskola) vagy a Deutsche Schule Istanbul. Az európaiak nem csak iskolákat, de templomokat is építettek Beyoğluban, találhatunk itt katolikus templomot és zsidó zsinagógát is.
A török köztársaság alapítása után Pera új neve Beyoğlu lett, mely szó szerint azt jelenti: „úriember fia”. A név eredetére többféle magyarázat is született. Van, aki szerint a „Beyoğlu” név Luigi Grittinek, a velencei konzul törvénytelen fiának gúnyneve volt, aki ebben a kerületben lakott; mások szerint I. Szulejmán idejéből ered a név, amikor a szultán a Perában élő velencei követet a neki küldött leveleiben „Beyoğlu”-nak szólította.

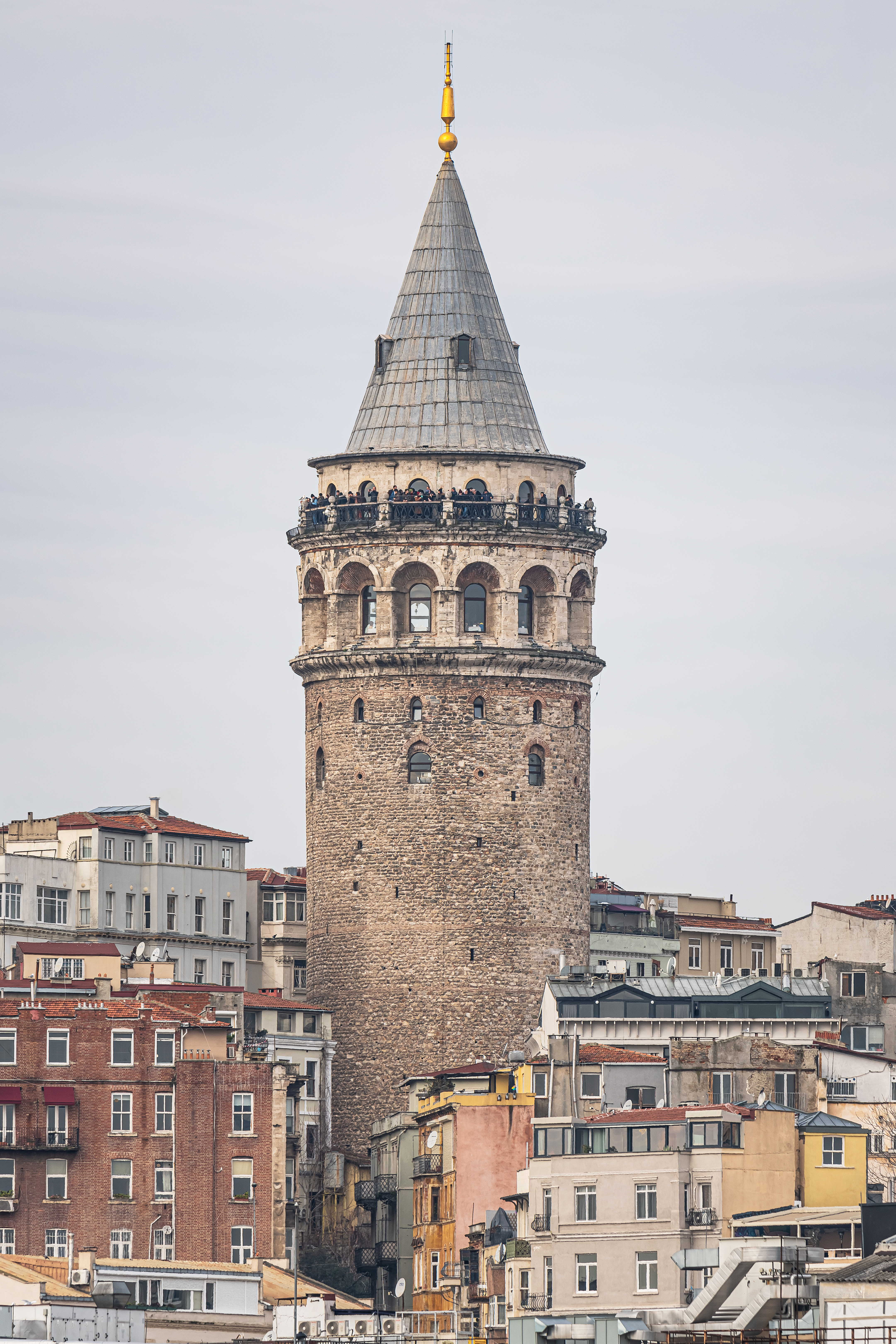
A Galata Torony

## Beyoğlu a XX. században
Amikor az Oszmán Birodalom összeomlott és létrejött a Török Köztársaság, Beyoğlu lassú hanyatlásnak indult. Az itt élő külföldiek többsége elhagyta az országot, a beyoğlui lakosság többségét adó görögök, zsidók és örmények pedig a város más részeire települtek át, vagy ugyancsak elhagyták Törökországot. A folyamat felgyorsult az olyan konfliktusok idején, mint az 1955-ös, előre megtervezett, görögök ellen irányuló mészárlás vagy az 1974-es ciprusi megszállás. Az 1970-es években Törökországon végigvonuló politikai erőszakhullám következtében a folyamat még inkább felgyorsult és a középosztály Leventbe és Yeşilköybe költözött át. Az 1980-as évek végén nincstelen anatóliai emigránsok tömege érkezett Beyoğluba, az İstiklal sugárút üzleteinek nagy része bezárt.
Az 1990-es években elkezdett tudatos fejlesztési programnak köszönhetően Beyoğlu üzletei ismét életre keltek. Mindazonáltal az olyan alacsonyabban fekvő negyedek, mint Tophane, Kasımpaşa és Karaköy még mindig nagyon elmaradottak, lakói szegények és konzervatívak. Bár az İstiklal sugárút Isztambul egyik legpompázatosabb bevásárló utcája, a környezetében futó utcák piszkosak, szegények és veszélyesek. A szegénység nyomai még az İstiklal-on is fellelhetőek koldusok, zsebtolvajok és cipőpucoló kisfiúk személyében.
Mindezek ellenére Beyoğlu még mindig kozmopolita: sok külföldi él Cihangirban vagy Gümüşsuyuban, és itt található például az angol és a német követség is. Laknak itt keresztény törökök és zsidók is.

## Isztambul dobogó szíve

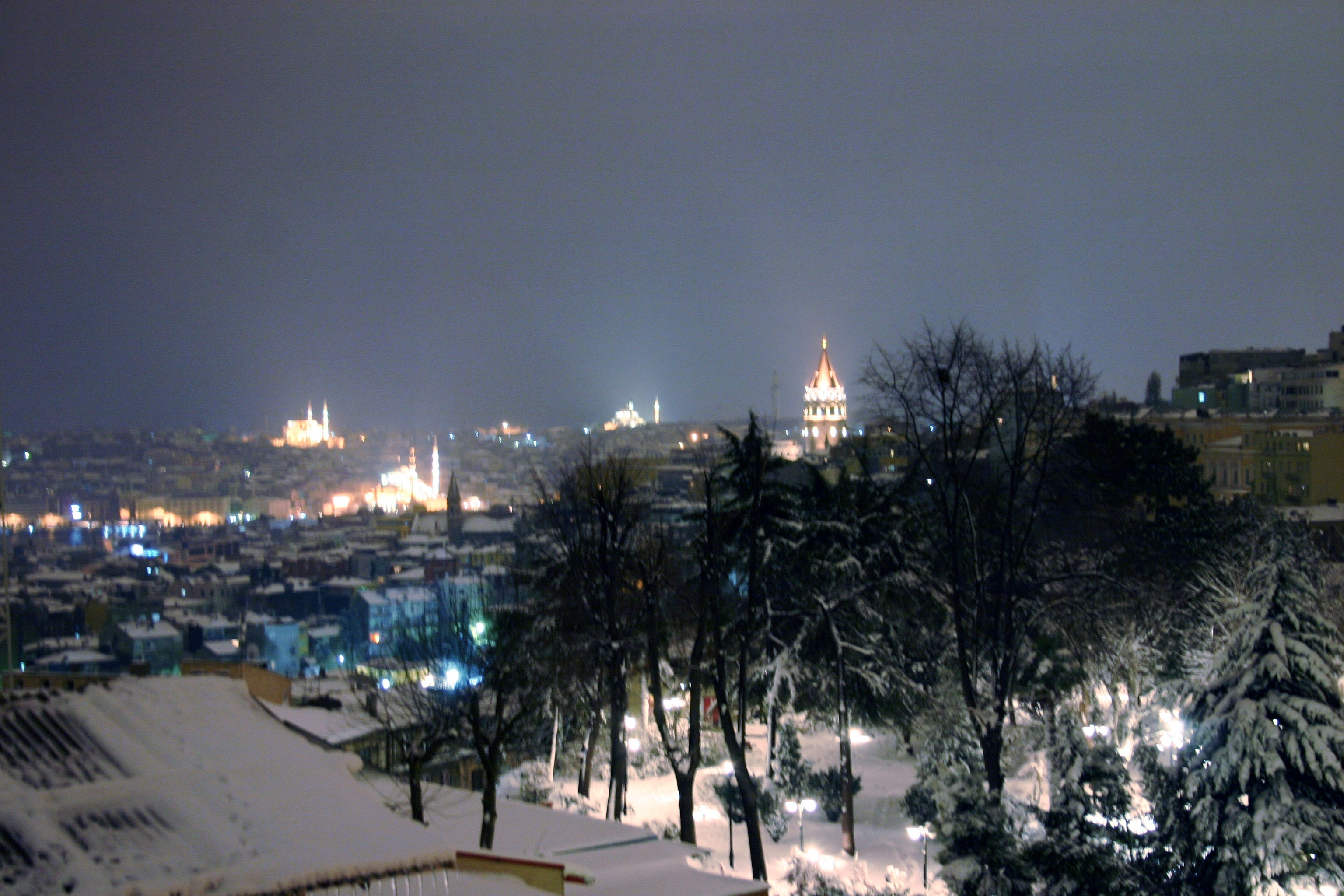
Beyoğlu egy téli éjjelen

Beyoğlu ma Isztambul szórakoztató és bevásárló központja. A legnagyobb vonzerővel az Istiklal sugárút rendelkezik, mely a Taksim térről indul, 3 km hosszú, kávéházakkal, éttermekkel, cukrászdákkal, klubokkal, színházakkal, mozikkal, művészeti galériákkal, könyvesboltokkal és különféle üzletekkel tarkított. Az épületek nagy része a 19. században épült. Itt található a híres Çiçek Pasajı, ahol hangulatos kis éttermekben fasil zenét hallgathatunk. Az Istiklal-ból elágazó hangulatos kis zugutcácskákban a járdára kihelyezett kis asztalokon különféle török társasjátékokat játszhatunk, teázókban vízipipázhatunk. A beyoğlui bárokban és szórakozóhelyeken minden zenei stílust megtalálunk a jazztől az elektronikus zenén és a török popzenén át az indie rockig és a heavy metalig. A cukrászdákban megkóstolhatjuk a legfinomabb török édességeket (például a lokumot) és süteményeket, a pékségekben pedig válogathatunk a számtalan fajta simit közül. Az éttermek széles kínálatot nyújtanak az eredeti oszmán ételektől egészen az orosz konyháig. A modern étkezést kedvelők pedig többféle török vagy nyugati gyorsétterem közül is választhatnak.

## Látnivalók

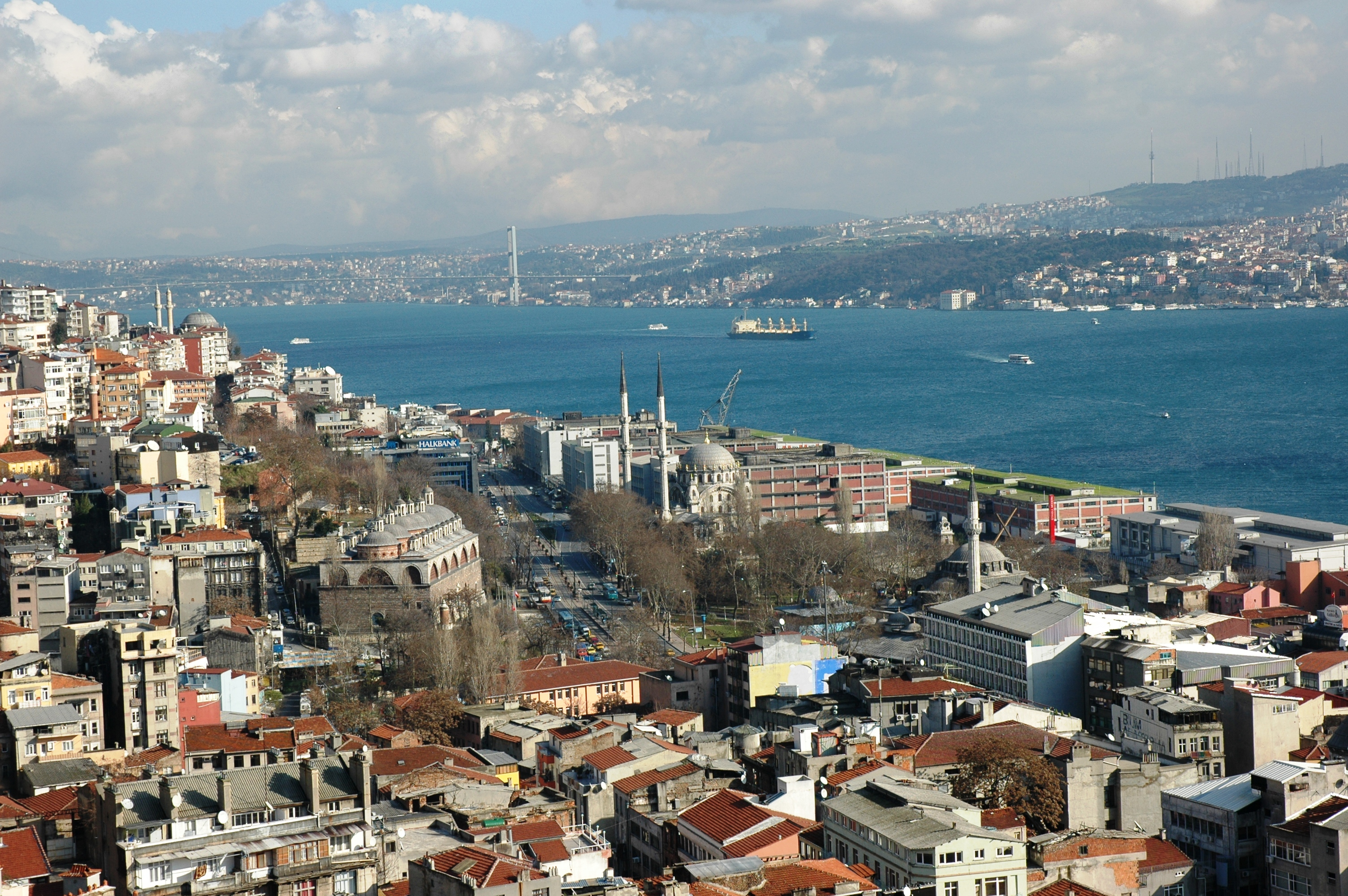
Beyoğlu madártávlatból

A látnivalók között mindenképpen meg kell említeni a Pera Palace Hotelt, melyet 1892-ben George Nagelmackers építtetett, és ahol Agatha Christie írta híres regényét, Gyilkosság az Orient Expresszen címmel. Szobája ma múzeumként funkcionál.
Beyoğluban nagyon sok régi mecsetet, türbét és tekkét (kolostort) találunk. Az egyik ilyen kolostorban alapították a Cihangiri (dzsihangiri) szúfi rendet; de itt épült az isztambuli zsidó közösség központi zsinagógája, a Neve Shalom zsinagóga is.
A Kemeralti Caddesi-n található az 1886-ban megnyitott Getronagan örmény gimnázium épülete is, melyben sok más híresség mellett, az örmény származású szobrászművész, Mari Gerekmezyan is tanult.

## Külső hivatkozások
- Beyoğlu hivatalos honlapja (török)